# Protea scorzonerifolia
Protea scorzonerifolia är en tvåhjärtbladig växtart som först beskrevs av Richard Anthony Salisbury och Joseph Knight, och fick sitt nu gällande namn av Rycroft. Protea scorzonerifolia ingår i släktet Protea och familjen Proteaceae. Inga underarter finns listade i Catalogue of Life.